# الین همرستاین
الِین همرستاین (انگلیسی: Elaine Hammerstein؛ ۱۶ ژوئن ۱۸۹۷ – ۱۳ اوت ۱۹۴۸) هنرپیشه تئاتر و سینمای صامت اهل ایالات متحده آمریکا بود. از فیلم‌هایی که در آنها حضور داشته می‌توان چهره در مهتاب (۱۹۱۵) و لذت‌جویان (۱۹۲۰) را نام برد.